# Селайна (Юта)
Селайна (англ. Salina) — місто (англ. city) в США, в окрузі Севір штату Юта. Населення — 2441 особа (2020).

## Географія
Селайна розташована за координатами 38°56′11″ пн. ш. 111°52′0″ зх. д. / 38.93639° пн. ш. 111.86667° зх. д. (38.936498, -111.866595).  За даними Бюро перепису населення США в 2010 році місто мало площу 16,00 км², уся площа — суходіл.

## Демографія
Згідно з переписом 2010 року, у місті мешкало 2489 осіб у 899 домогосподарствах у складі 666 родин. Густота населення становила 156 осіб/км².  Було 993 помешкання (62/км²).
Расовий склад населення:
| - 94,0 % — білих - 0,7 % — корінних американців - 0,2 % — азіатів - 0,1 % — вихідців з тихоокеанських островів - 3,2 % — осіб інших рас |

До двох чи більше рас належало 1,7 %. Частка іспаномовних становила 7,6 % від усіх жителів.
За віковим діапазоном населення розподілялося таким чином: 31,5 % — особи молодші 18 років, 56,4 % — особи у віці 18—64 років, 12,1 % — особи у віці 65 років та старші. Медіана віку мешканця становила 30,8 року. На 100 осіб жіночої статі у місті припадало 102,9 чоловіків;  на 100 жінок у віці від 18 років та старших — 100,5 чоловіків також старших 18 років.
Середній дохід на одне домашнє господарство  становив 54 190 доларів США (медіана — 46 328), а середній дохід на одну сім'ю — 63 428 доларів (медіана — 52 679). Медіана доходів становила 46 842 долари для чоловіків та 29 762 долари для жінок. За межею бідності перебувало 16,7 % осіб, у тому числі 14,9 % дітей у віці до 18 років та 6,6 % осіб у віці 65 років та старших.
Цивільне працевлаштоване населення становило 1145 осіб. Основні галузі зайнятості: транспорт — 16,4 %, освіта, охорона здоров'я та соціальна допомога — 14,9 %, роздрібна торгівля — 14,7 %.